# Tramway de Trondheim
Le tramway de Trondheim est le réseau de tramways de la ville de Trondheim, en Norvège. Ouvert en 1990, il comporte une ligne unique : la Gråkallbanen. Il s'agit de la ligne de tramway la plus septentrionale au monde.